# Le Droit
Le Droit (El Derecho) es un periódico canadiense de gran tirada que se publica diariamente en Ottawa, muy difundido en el este de Ontario y en Outaouais. También se puede adquirir en Montreal y en otras regiones de Quebec.

## Historia
Hoy pertenece a Gesca, una filial de la Power Corporation. Fue fundado el 27 de marzo de 1913, como herramienta para condenar el Reglamento 17, que prohibía el uso del francés como lengua de enseñanza en Ontario. Su cofundador es el abad Charles Charlebois, que venía de los Padres Oblatos de María Inmaculada. Sus periodistas son miembros de la CSN desde 1960.
Desde 1987, publica bajo el título LeDroit, sin espacio entre la "e" y la "D". Aquel mismo año, hubo una huelga de once semanas y el periódico fue comprado por Conrad Black.
Le Droit se publica en un solo formato (tabloide), como el Journal de Montréal y el Ottawa Sun, mientras que La Presse y Le Devoir se publican en varios.

## Periodistas notables que han trabajado para Le Droit
- Jules Léger, gobernador general.
- Marcel Pépin, sindicalista y padre de la Revolución tranquila.
- Fulgence Charpentier, censor, periodista y después embajador.
- Michel Gratton, ministro bajo el gobierno de Robert Bourassa.

## Evolución de la tirada
- 15.000 en 1941
- 23.000 en 1947
- 30.000 a finales de los años 1950
- 40.000 a finales de los años 1960
- 50.000 en 1977
- 45.000 en 1983